# Citadelle d'Hérat
La citadelle d'Hérat aussi appelée citadelle d'Alexandre est une forteresse située dans la ville d'Hérat dans l'ouest de l'Afghanistan, non loin des frontières de l'Iran et du Turkménistan.
Fondée par Alexandre le Grand lors de sa marche vers l'est après la bataille de Gaugamèles, la forteresse a été détruite et reconstruite à de nombreuses reprises à travers l'Histoire. En état de destruction avancée et menaçant ruine totale dans les années 1960 du fait de prédations féroces des matériaux de construction la constituant, elle fait l'objet d'une réhabilitation importante dans les années 1970 sous l'égide de l'UNESCO. 
Les troubles que connaît le pays depuis la fin de cette décennie endommagent l'édifice qui est cependant restauré et se trouve en état de préservation satisfaisant.  

## Localisation

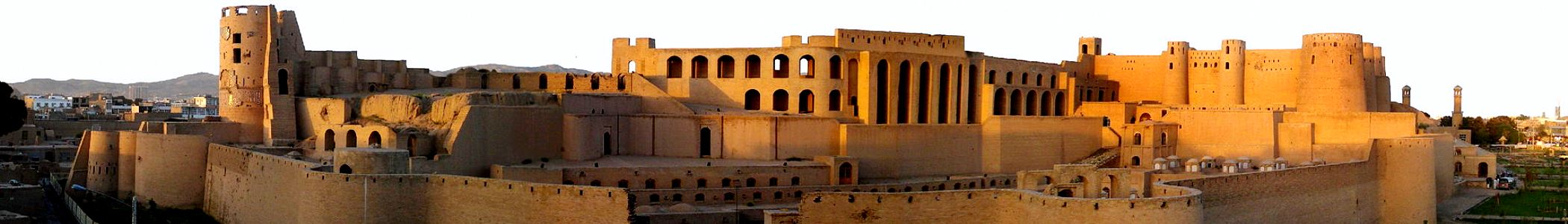
Vue générale de la citadelle.

La citadelle se trouve au nord-ouest de la vieille ville d'Hérat.

## Histoire

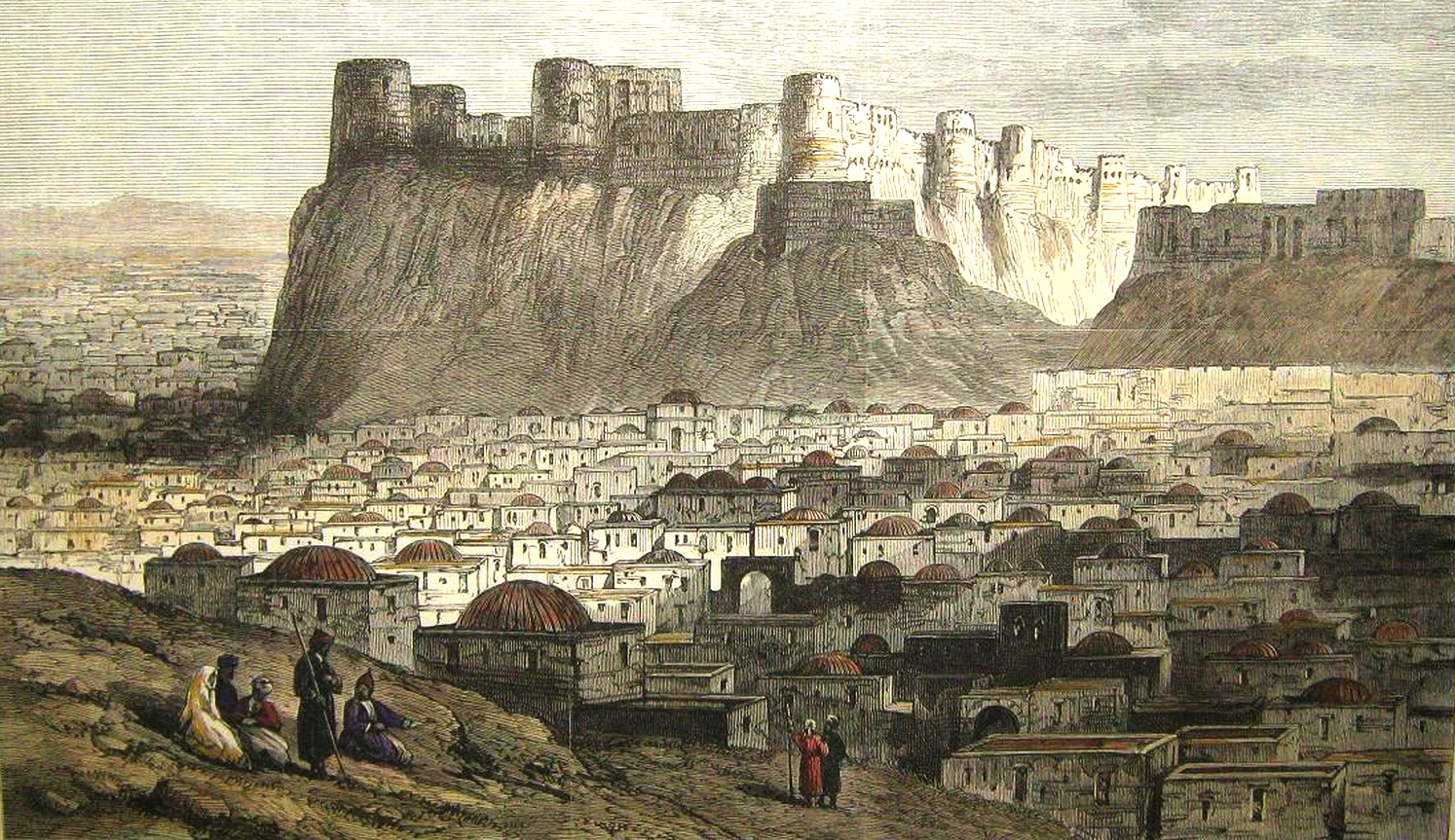
La citadelle d'Hérat en 1879.

La région appartient aux satrapies de l'empire achéménide. La ville est détruite par Alexandre le Grand mais fonde une cité sur une colline située au nord de la ville actuelle, Alexandrie d'Arie. La ville, située sur la route de la soie, est riche et conquise par les Arabes en 651. La citadelle occuperait le site de la forteresse édifiée par Alexandre le Grand au IVe siècle av. J.-C., pour protéger sa ville. 
La citadelle est à plusieurs reprises détruite et modifiée au travers des siècles, du fait de l'enjeu stratégique de la ville. Elle est prise et restaurée par les Ghaznévides au XIe siècle, puis subit la même évolution du fait des Seldjoukides, puis prise par les Ghorides en 1175. La forteresse sert de refuge lors de la conquête de la région par Gengis Khan en 1221 et prise après un long siège l'année suivante. À la prise du site, 12 000 soldats sont exécutés. Une nouvelle révolte à la faveur d'un revers mongol à Kaboul aboutit à un nouveau carnage car seuls 40 soldats et 12 habitants auraient survécu. 
La citadelle est réparée par le vassal des Mongols entre 1295 et 1305 et renforcée par une douve avec un fossé de 10 à 15 m. La région est indépendante du pouvoir mongol en 1331, cependant un demi-siècle après la ville est prise par Tamerlan et une répression féroce coûte la vie à 70000 lors d'une révolte. Le conquérant fait abattre les fortifications, en 1381-1383. Shahrokh, fils cadet de Tamerlan fait reconstruire en briques cuites de 1415 à 1417 la muraille qui gagne alors son aspect actuel, avec des bastions, « « portes de la victoire » » destinés à renforcer l'aspect défensif. 7 000 ouvriers sont occupés alors à cette mission. 
Au XVe siècle la citadelle est la place-forte de la capitale des Timourides, et dans la première moitié du siècle la ville s'orne de « monuments confiés aux architectes les plus talentueux de l'époque pour en faire l'une des cités d'art et de culture les plus prestigieuses de l'Orient ».
La garnison se rend lors d'un assaut mené en 1507 par les armées ouzbèkes. Après ce dernier événement, le lieu est utilisé soit comme garnison, soit comme siège de pouvoir politique, soit comme prison. Les périodes d'abandon aboutissent à des dégradations des éléments de décor. Nâdir Châh prend la ville en 1732 et attaque la citadelle. 
Les fortifications sont endommagées lors du siège mené en vain contre la ville par Mohammad Shah Qajar en 1837-1838. Le siège échoue du fait de l'aide de l'Angleterre alors que les assaillants sont épaulés par des Français et des Russes. La ville est prise en dépit d'un accord daté de 1853 dès 1856, ce qui entraine une guerre entre la Perse et le Royaume-Uni. Les Perses sont battus et quittent la citadelle le 27 juillet à la suite du traité de Paris de mars 1857.
Dost Mohammad Khan, roi d'Afghanistan, prend la ville après un siège de dix mois qui était dans les mains de tribus pachtounes. 
Les murailles sont contournées par la croisière jaune de 1931 mais détruites en partie dans les années 1940 en particulier vers la partie récente de la ville au nord-ouest.

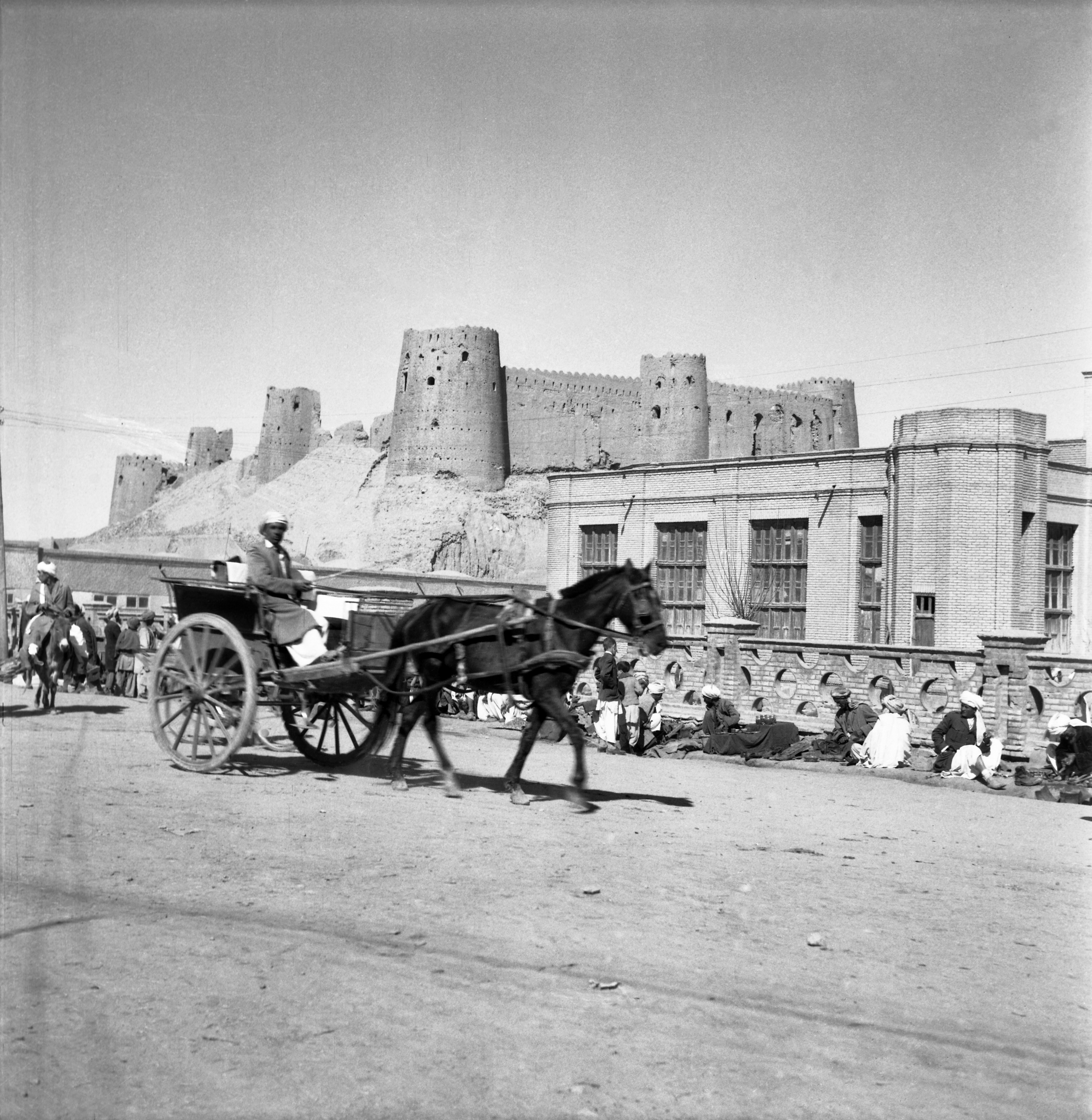
la citadelle en mars 1962.

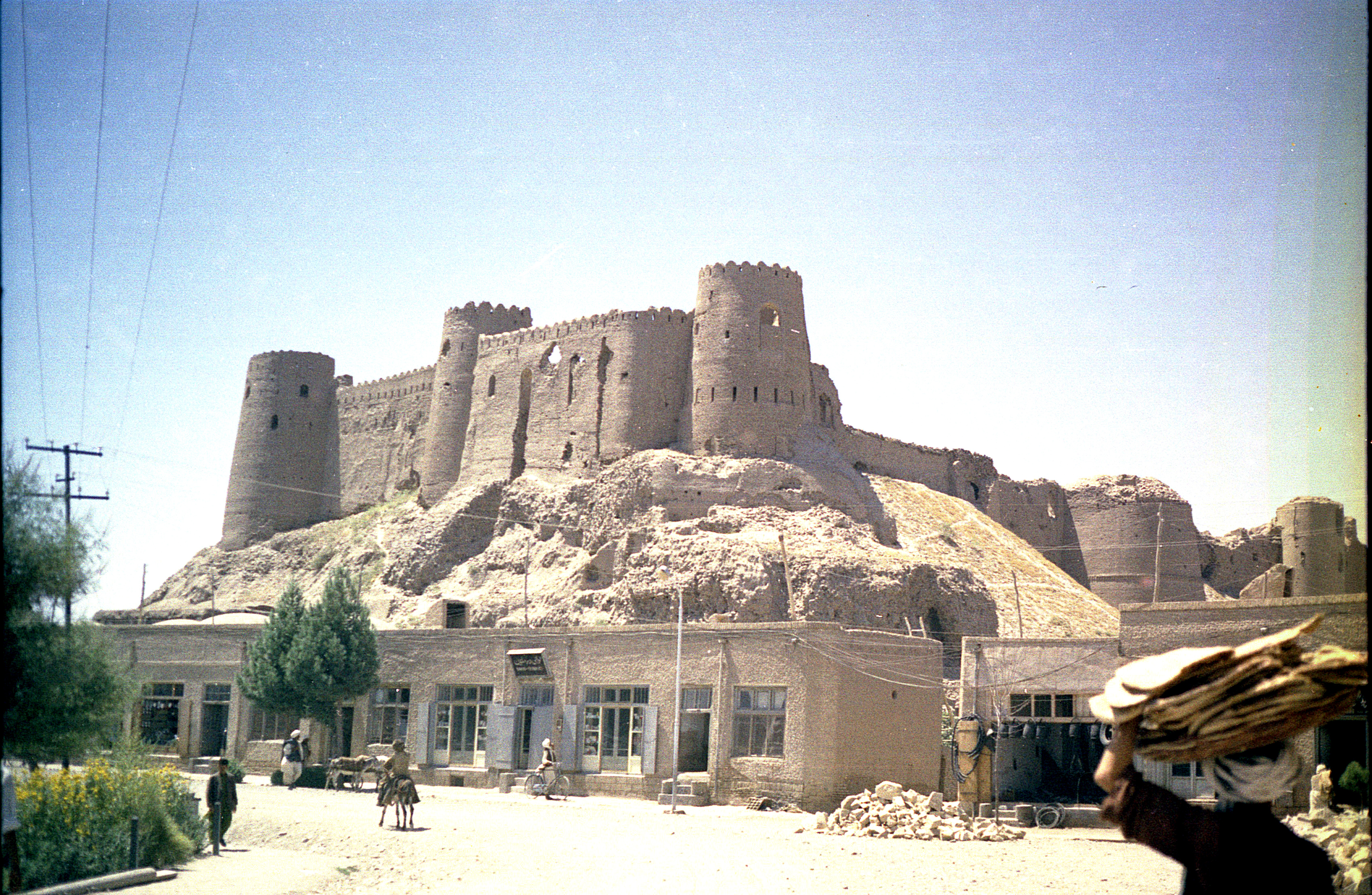
La citadelle en 1969.

L'armée cesse d'occuper le site en 1953 et la citadelle est remise aux autorités. La citadelle avait été dépouillée de matériaux de construction tant du fait des besoins de l'armée pour son nouvel édifice que du fait des prédations du fait de la population. Après ces dépouillements, l'action des éléments n'eut de cesse de ruiner l'édifice qui est en très mauvais état dès 1963. La population s'émeut face à la disparition de cet édifice emblématique de la cité et envoie une pétition au roi Mohammad Zaher Shah qui prend les dispositions pour « arrêter son démantèlement ».
La citadelle est restaurée par l'UNESCO à partir de 1975 mais dès 1979 le site est bombardé par l'armée soviétique lors de la Guerre d'Afghanistan (1979-1989). Les dégâts font l'objet très rapidement de réparations et l'Institut afghan d'archéologie travaille sur le site avec des experts soviétiques jusqu'en 1983. L'édifice sort intact du conflit.
En 1993 des dégâts sont causés au décor d'une tour par un obus.
Un musée local ouvre dans la citadelle en mai 1994 mais dès l'année suivante avec la prise de la ville par les Talibans les lieux sont destinés à la police secrète. L'Alliance du Nord reprend les lieux en 2001 et le site était encore occupé par les autorités militaires en 2007.

## Architecture

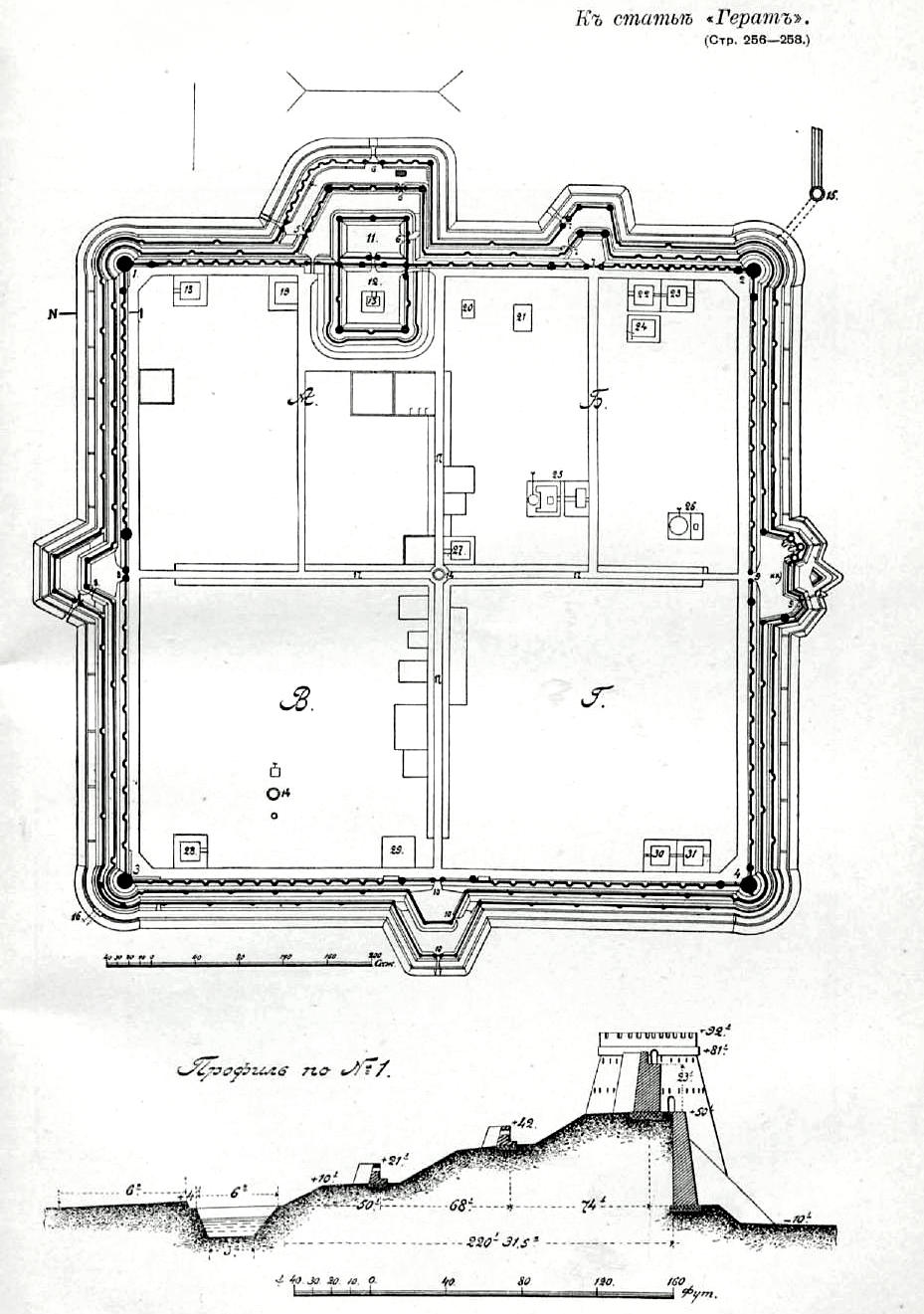
Plan de la citadelle, 1911-1915.

La ville ancienne est un carré qui mesure 1500 m de côté, les remparts de terre étant surélevés de murs et comportant 5 portes. La muraille de la cité faisait environ 25 m de haut. 
La citadelle comporte une partie ancienne pourvue de 13 tours et une partie plus récente munie de 9 tours. 
Le plan actuel de la citadelle date du XVe siècle et de Shahrokh. Les murs font 2 m d'épaisseur et 16 m de hauteur. 22 tours sont présentes.
Les tours étaient ornées de mosaïques de céramiques mais elles ont disparu sauf dans la tour nord-ouest, et également de calligraphie.
Un terrain d'exercices était situé à proximité de la citadelle, cédé à l'habitat au moment de la construction de la ville nouvelle à partir de 1928.  

Une tour.
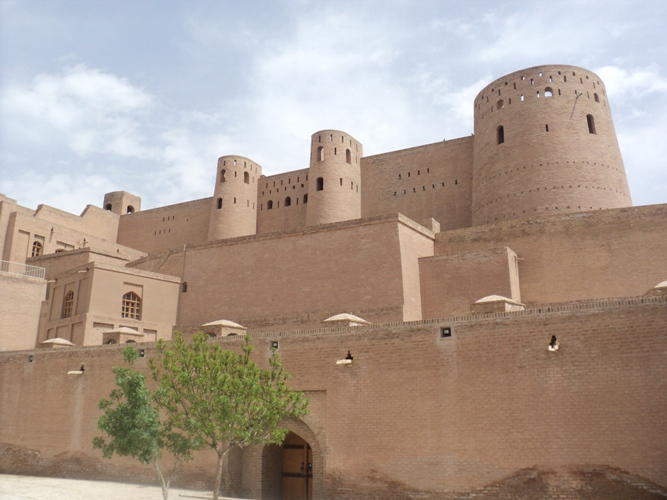
Vue de la citadelle.
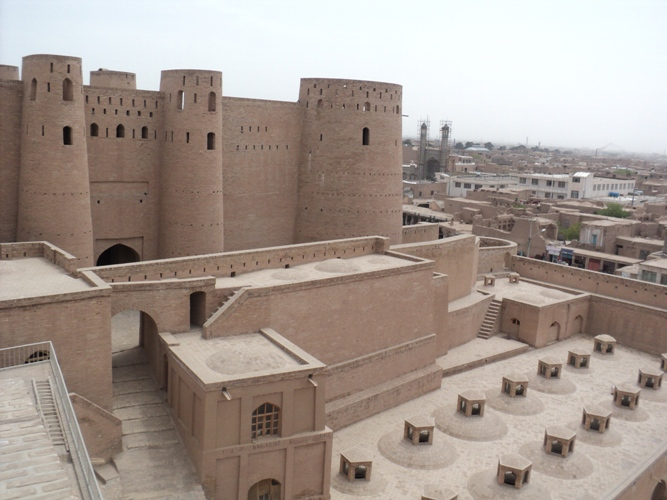
Autre vue.
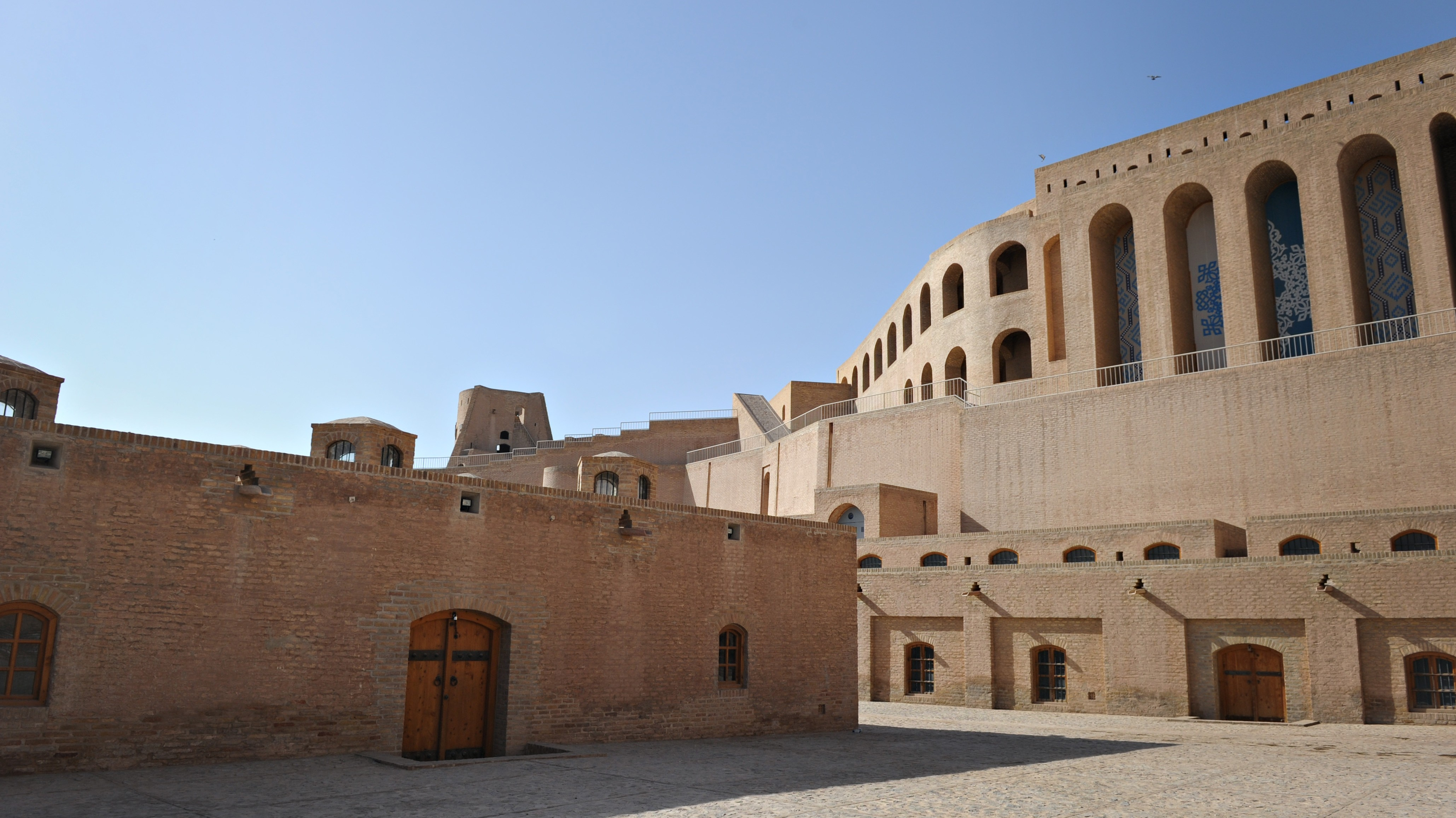
Autre vue.
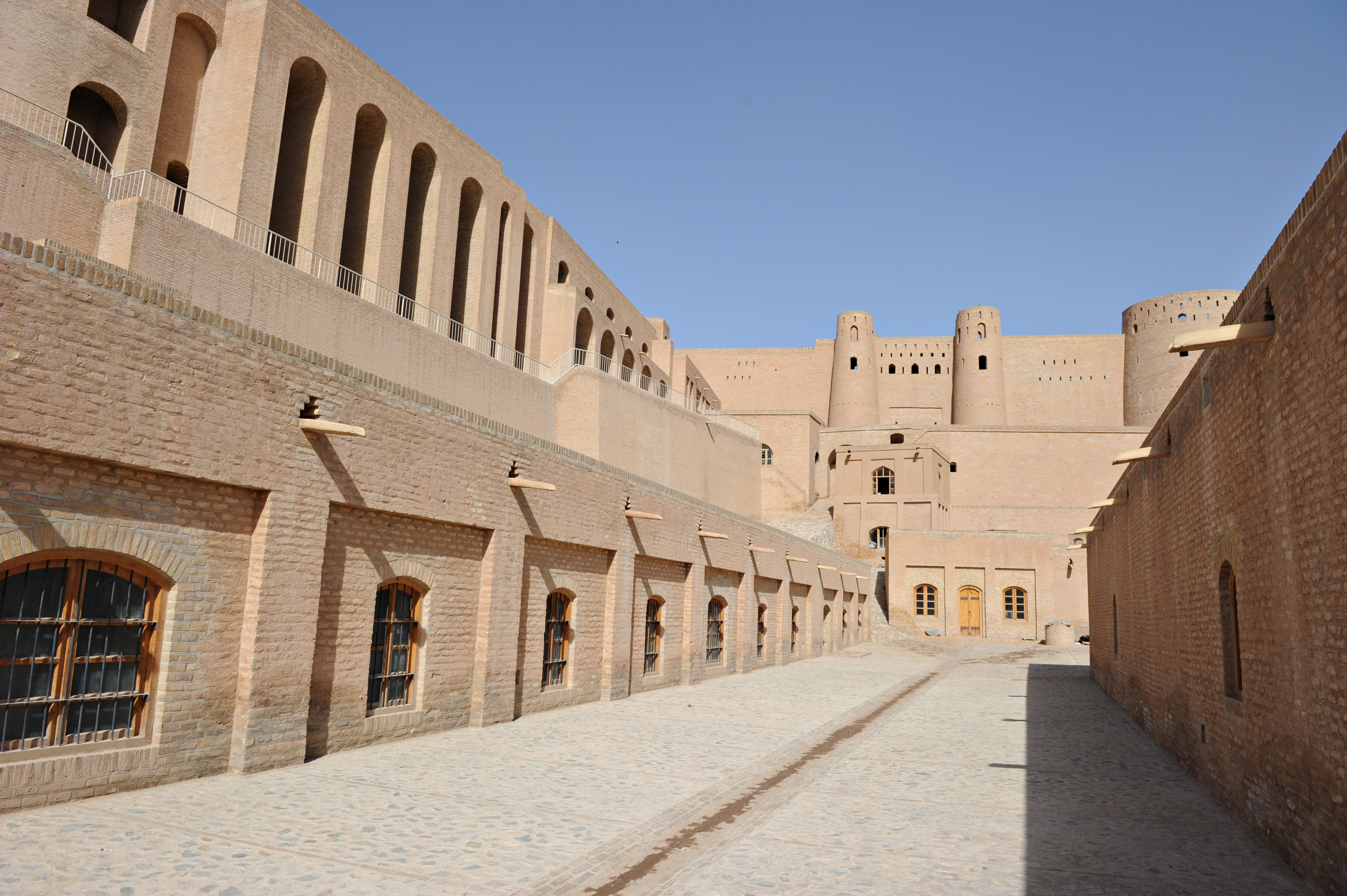
Autre vue.